# Aspistor
Aspistor is een geslacht van straalvinnige vissen uit de familie van christusvissen (Ariidae).

## Soorten
- Aspistor hardenbergi (Kailola, 2000)
- Aspistor luniscutis (Valenciennes, 1840)
- Aspistor quadriscutis (Valenciennes, 1840)